# Roberto Robaina
Roberto „Robertico“ Robaina González (* 18. März 1956 in Pinar del Río, Kuba) ist kubanischer Maler und ehemaliger Politiker der Kommunistischen Partei Kubas (PCC).

## Leben
Nach dem Schulbesuch studierte er Mathematik und war anschließend als Mathematiklehrer tätig.
Robaina begann seine politische Laufbahn innerhalb der Jugendorganisation der der Kommunistischen Partei Kubas (PCC), der Unión de Jóvenes Comunistas (UJC), war ab 1979 Präsident des offiziellen Studentenverbands Federación de Estudiantes Universitarios (FEU) und rückte 1986 als Nachfolger von Carlos Lage vom Zweiten zum Ersten Sekretär der UJC auf. In dieser Funktion erfolgte im selben Jahr auch seine Wahl ins Zentralkomitee der PCC sowie 1991 (als jüngstes Mitglied) in deren Politbüro.
1993 wurde er vom Vorsitzenden des Ministerrates, Fidel Castro, als Nachfolger von Ricardo Alarcón zum Außenminister ernannt, ohne dass er zu diesem Zeitpunkt Auslands- oder diplomatische Erfahrung gehabt hätte. Dabei wurde er auch als möglicher Nachfolger Castros gesehen. In einem Interview bezweifelte der Journalist und Dissident Norberto Fuentes bereits frühzeitig Robainas Führungsqualitäten für eine Nachfolge Castros.
Nach sechsjähriger Amtszeit wurde er jedoch im Mai 1999 zur Überraschung vieler internationaler Beobachter als Außenminister entlassen. Zu dieser Zeit wurde seine Entlassung von der Regierung lediglich damit begründet, dass „dieser Bereich einer tieferen, rigoroseren, systematischeren und anspruchsvolleren Bearbeitung bedürfe“. Robaina selbst trat aus dem politischen Rampenlicht und auch in der Folgezeit gab es keine weiteren Hintergründe, warum er in Ungnade gefallen war. Nachfolger als Außenminister wurde daraufhin Castros bisheriger Privatsekretär und enger Vertrauter Felipe Pérez Roque.
2002 wurde er wegen „Illoyalität zur kubanischen Revolution“ aus der PCC ausgeschlossen, nachdem sein Austrittsgesuch zuvor vom Parteivorsitzenden, Fidel Castro, abgelehnt und die Angelegenheit dem Zentralkomitee zur Prüfung vorgelegt worden war. In einer ausschließlich Parteimitgliedern vorgeführten, rund zweistündigen Videodokumentation wurde erläutert, dass Robaina während seiner Amtszeit als Außenminister nicht autorisierte Kontakte zu ausländischen Offiziellen und Geschäftsleuten gehabt und im Ausland Standpunkte vertreten habe, zu denen er ebenfalls nicht befugt gewesen sei. Er hatte unter anderem mit dem später wegen Drogenhandels und Geldwäsche verurteilten Gouverneur der mexikanischen Provinz Quintana Roo, Mario Villanueva, freundschaftliche Kontakte gepflegt und von diesem Geld erhalten. Darüber hinaus wurde er wegen seiner Äußerungen im In- und Ausland kritisiert, die die Schlussfolgerung zuließen, er sei zukünftiger Präsident Kubas. In den kubanischen Medien wurde weder über die Verfehlungen noch über den Parteiausschluss berichtet. Korruptionsgerüchte brachten Robaina, der schon in relativ jungen Jahren das privilegierte Leben eines hohen Funktionärs genossen hatte, im Volksmund die spöttische Abwandlung seines Familiennamens in „Roba y na'“ ein („er stiehlt und (sonst) nichts“).
Roberto Robaina war nach seiner Entlassung zeitweise Verwalter des städtischen Almendares-Parks und hat später als autodidaktischer Maler in Galerien in Kuba und im Ausland ausgestellt. Im Zuge von Präsident Raúl Castros Initiative zur erleichterten Gründung von privaten Kleinunternehmen (seit 2010) eröffnete Robaina 2011 mit seiner Familie in Havanna das Restaurant „La Paila“, das von seinem Sohn betrieben wird. Nach eigenen Angaben lebt er jedoch weiterhin ausschließlich von der Malerei.